# Estación de Bures-sur-Yvette
La estación de Bures-sur-Yvette es una estación ferroviaria francesa ubicada a proximidad del centro del municipio de Bures-sur-Yvette en el departamento de Essonne. 
Da servicio al oeste del campus de Orsay de la universidad de París Sur y se encuentra a proximidad inmediata de las residencias de estudiantes. Es, con la Estación de La Hacquinière, una de las dos estaciones de la comuna.
Es una estación de la RATP que forma parte de la línea B del RER.

## Historia

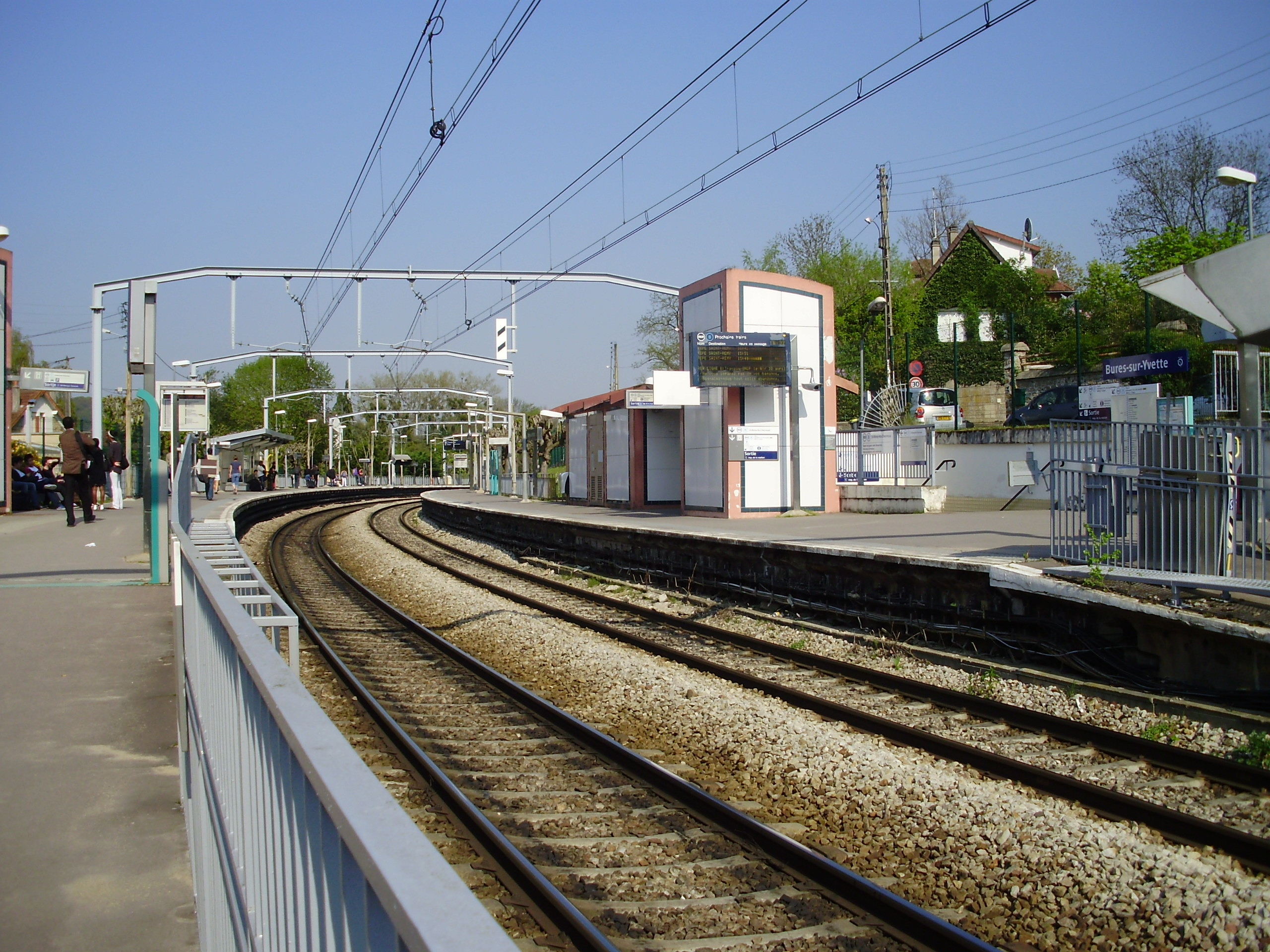
Andenes y vías.

El edificio, construido en piedra , fecha de la construcción de la línea de Sceaux.
En 2011, 670 230 viajeros utilizaron a esta estación.

## Servicio de viajeros

### Acceso
El cambio de vías se efectúa por un pasaje subterráneo puesto en servicio el 24 de enero de 1977. Reemplaza una antigua travesía en tablas.